# Film Festival della Lessinia
Il Film Festival della Lessinia è un festival cinematografico, l'unico del panorama italiano dedicato alla produzione di materiale multimediale riguardante la vita e la storia delle popolazioni montane. Si tiene ogni anno presso la sede stabile del teatro "Vittoria" di Bosco Chiesanuova, a Verona, alla fine di agosto. Il festival dura nove giornate.
Il festival si occupa anche di eventi speciali fuori rassegna o complementari che si tengono presso la sede istituzionale o località limitrofe. Il direttore artistico del festival dal 1997 è Alessandro Anderloni.
Il presidente è Renato Cremonesi.

## Storia
La prima edizione del festival si tenne nel 1995 a Bosco Chiesanuova, mentre le successive si tennero presso Erbezzo (1996) e Cerro Veronese (dal 1997 al 2006). Dal 2007 la sede dell'evento è Bosco Chiesanuova.
Nel 2014 ricorre la ventesima edizione del festival.
Dal 25 Agosto al 3 Settembre 2023 si è svolta la ventinovesima edizione.

## Premi
Il premio principale che viene assegnato - insieme a diversi altri - è il "Lessinia d'Oro" per il miglior film in assoluto. Gli altri premi principali sono: 
- "Lessinia d'Argento" per la miglior regia
- Premio per il miglior lungometraggio
- Premio per il miglior cortometraggio
- Premio per il miglior documentario

La giuria in aggiunta può, a propria discrezione, aggiudicare un ulteriore premio denominato "Premio della giuria". Gli altri premi speciali assegnati nella ventesima edizione del festival (2014) sono:
- Premio del Curatorium Cimbricum Veronense alla memoria di Piero Piazzola e Mario Pigozzi al miglior film di un regista giovane
- Premio del Parco della Lessinia al miglior film sulla relazione tra Uomo e Natura
- Premio della Cassa Rurale Bassa Vallagarina al miglior film sulle Tre Venezie
- Premio della giuria di detenuti della Casa Circondariale di Verona
- Premio della Giuria Giovani
- Premio del pubblico
- Premio dei bambini